# Yoram Moses
Yoram Moses (en hebreo: יוֹרָם מוֹזֶס‎) (n. 3 de enero de 1957) es un Profesor Asociado israelí en el Departamento de Ingeniería eléctrica en el Technion.
Obtuvo el Bachelor of Science en matemáticas en la Universidad Hebrea de Jerusalén en 1981, y su Ph.D. en ciencias de la computación en la Universidad Stanford en 1986. Moses es coautor del libro Reasoning About Knowledge (Razonamiento sobre el Conocimiento), recibió el Premio Gödel en 1997 y el Premio Dijkstra en 2009 junto con Joseph Halpern, por sus aportes en computación distribuida.
Sus mayores intereses en investigación son la computación distribuida y la representación del conocimiento.